# Код ліквідації
«Код ліквідації» — кінофільм режисера Рене Бессон, що вийшов на екрани в 2005 році.
Теглайн: «Вони стерли її минуле, тепер вона бореться за майбутнє».

## Зміст
Відразу після Другої світової війни в лабораторіях провідних країн світу почалися роботи зі створення ідеальних солдатів. Це були бійці без страху і жалю, ідеально пристосовані для виконання спецоперацій. Та одного разу експерименти вийшли з-під контролю і нова зброя знайшла власну волю і прагнення...

## Ролі
| Актор          | Роль |
| -------------- | ---- |
| Рейчел Майнер  | -    |
| Роберт Берсон  | -    |
| Сеймур Кессел  | -    |
| Сара Уайнтер   | -    |
| Адам Амбрусо   | -    |
| Девід Андерс   | -    |
| Джонатан Бенкс | -    |
| Сігал Дайемант | -    |
| Драма          | -    |
| Ліза Джей      | -    |

## Знімальна група
- Режисер — Рене Бессон
- Сценарист — Джеймс Портолезе
- Продюсер — Рене Бессон, Джеймс Портолезе, Роберт Берсон
- Композитор — Джейсон Несміт